# 森岡薫
森岡 薫（もりおか かおる、1979年4月7日 - ）は、ペルー出身で日本国籍のフットサル選手。ペスカドーラ町田所属。ポジションはピヴォ。Fリーグ最優秀選手賞4回、Fリーグ得点王4回受賞。2012年にペルーから日本に帰化した。2024年度のFリーグオープン戦で、Fリーグ週間BEST5に選出（2024/6/2～6/3）された。2024年6月16日には、通算３００ゴールを達成。現在、子供達の指導育成（FC REYS 9（神奈川県海老名市、メインコーチ【次世代の日本代表選手育成プロジェクト】、FC REYS 99（大阪市鶴見区、総監督）、LAZOフットサルスクール（東京都杉並区、/メインコーチ）も行っており、2024年1月には自身の選抜チームで参加したU12スペイン大会で優勝。

## 経歴

### クラブ
父親は日系ペルー人2世、母親はペルー人。日系ペルー人3世である。12歳のころ父親の仕事の都合で日本に移住し、千葉県の中学校を卒業した。高校へ進学するも中退。建築現場などで働きながら生活していたが、21歳のころ目にした雑誌の個人フットサル参加（個サル）の広告を見たのをきっかけに、フットサルを始める。その後、神奈川県厚木市在住時に海老名市北部公園体育館で開催されていた個人参加可能なフットサル大会への参加をきっかけにクラブチームに誘われ、ブラックショーツやファイルフォックスなどの関東フットサルリーグのチームへ所属。そこで大洋薬品/BANFF（現・名古屋オーシャンズ）の櫻井嘉人ゼネラルマネジャーにスカウトされ、2006年に東海フットサルリーグの大洋薬品/BANFFに加入。2007年にはFリーグが発足し、大洋薬品/BANFFは名古屋オーシャンズと名を変えて参戦した。
2007-08シーズンの名古屋オーシャンズはFリーグ初代王者となり、森岡はリーグ最優秀選手に輝いた。2011-2012シーズンは自身2度目の最優秀選手に加え、初のリーグ得点王に輝いた。2012-13シーズンと2013-14シーズンにも最優秀選手に選ばれ、3年連続での同賞受賞者となった。2012-13シーズン、2013-14シーズン、2014-15シーズンにも得点王となっており、得点王は4年連続で獲得している。2015-16シーズンのリーグ制覇を決めた翌日の2016年1月11日、2015-16シーズン限りでの名古屋オーシャンズ退団が発表された。
2016年3月から4月には、1か月間の契約で中国フットサルリーグの深圳南嶺鉄狼FCにレンタル移籍した。4月1日、ペスカドーラ町田との契約が発表された。2018年3月から5月には短期間の契約でインドネシアプロリーグのビンタン・ティムール・スラバヤにレンタル移籍した。なお、同期間には渡邉知晃も同様にレンタル移籍している。
2020年1月、スペイン・プリメーラ・ディビシオンのオ・パルロ・フェロルFSに移籍した。
2021年6月、F1リーグの立川・府中アスレティックFCへ移籍。2021年11月、同クラブを退団。
2021年11月、町田時代のチームメイトである中井健介が率いるFC NAKAIへ加入した。
2022年Fリーグ2部に参戦が決まったリガーレヴィア葛飾に加入。2023-24シーズンをもって引退をシーズン前のレセプションで発表していた。
2024年3月19日に開催されるFリーグオールスターゲームにF2リーグ選手としてトップ選出され出場する。
2024年3月31日に引退を撤回し古巣でもあるF1リーグのペスカドーラ町田に移籍した。

### 代表
ペルーに生まれたため、日本に移住した後にコパ・アメリカ・デ・フットサルでペルー代表に選出された経験を持つ。しかし、もしペルー代表として国際Aマッチに出場すると他国の代表としてプレーできないこともあり、日本代表への想いから練習参加のみにとどめ、ペルーから日本に帰国した。2012年8月2日付でペルーから日本に帰化し、10月には2012 FIFAフットサルワールドカップに出場する日本代表に初めて選出された。2012年11月4日のポルトガル代表戦で日本代表初得点を記録した。

## 所属クラブ
- ブラックショーツ
- 2005-2006  ファイルフォックス（関東リーグ）
- 2006-2007  大洋薬品/BANFF（東海リーグ）
- 2007-2016.3  名古屋オーシャンズ（Fリーグ）
- 2016.3-2016.4  深圳南嶺鉄狼FC
- 2016.4-2020  ペスカドーラ町田

2018.3-2018.5 → ビンタン・ティムール・スラバヤ（レンタル移籍）
- 2020-2020  オ・パルロ・フェロルFS
- 2020  リガーレ東京（関東リーグ）
- 2021  FC NAKAI
- 2022- 2024  リガーレヴィア葛飾
- 2024-ペスカドーラ町田

## タイトル
名古屋オーシャンズ
- Fリーグ(9) : 2007-08, 2008-09, 2009-10, 2010-11, 2011-12, 2012-13, 2013-14, 2014-15, 2015-16
- 全日本フットサル選手権大会(4) : 2007, 2013, 2014, 2015
- Fリーグ オーシャンカップ(5) : 2010, 2011, 2012, 2013, 2014
- FUTSAL地域チャンピオンズリーグ(1) : 2007
- 東海フットサルリーグ(1) : 2007
- AFCフットサルクラブ選手権(2) : 2011, 2014

フットサル日本代表
- AFCフットサル選手権(1) : 2014

個人
- Fリーグ最優秀選手(4) : 2007-08, 2011-12, 2013-14, 2014-15
- Fリーグベスト5(5) : 2007-08, 2011-12, 2013-14, 2014-15, 2015-16
- Fリーグ得点王(4) : 2011-12, 2012-13, 2013-14, 2014-15

## 個人成績
| 国内大会個人成績 | 国内大会個人成績 | 国内大会個人成績 | 国内大会個人成績 | 国内大会個人成績 | 国内大会個人成績 | 国内大会個人成績 | 国内大会個人成績 | 国内大会個人成績 | 国内大会個人成績 | 国内大会個人成績 | 国内大会個人成績 |
| 年度             | クラブ           | 背番号           | リーグ           | リーグ戦         | リーグ戦         | リーグ杯         | リーグ杯         | オープン杯       | オープン杯       | 期間通算         | 期間通算         |
| 年度             | クラブ           | 背番号           | リーグ           | 出場             | 得点             | 出場             | 得点             | 出場             | 得点             | 出場             | 得点             |
| 日本             | 日本             | 日本             | 日本             | リーグ戦         | リーグ戦         | オーシャン杯     | オーシャン杯     | 全日本選手権     | 全日本選手権     | 期間通算         | 期間通算         |
| ---------------- | ---------------- | ---------------- | ---------------- | ---------------- | ---------------- | ---------------- | ---------------- | ---------------- | ---------------- | ---------------- | ---------------- |
| 2007-08          | 名古屋           | 9                | Fリーグ          | 19               | 14               |                  |                  |                  |                  |                  |                  |
| 2008-09          | 名古屋           | 9                | Fリーグ          | 21               | 15               |                  |                  |                  |                  |                  |                  |
| 2009-10          | 名古屋           | 9                | Fリーグ          | 27               | 16               |                  |                  |                  |                  |                  |                  |
| 2010-11          | 名古屋           | 9                | Fリーグ          | 24               | 15               |                  |                  |                  |                  |                  |                  |
| 2011-12          | 名古屋           | 9                | Fリーグ          | 26               | 34               |                  |                  |                  |                  |                  |                  |
| 2012-13          | 名古屋           | 9                | Fリーグ          | 24               | 34               |                  |                  |                  |                  |                  |                  |
| 2013-14          | 名古屋           | 9                | Fリーグ          | 35               | 38               |                  |                  |                  |                  |                  |                  |
| 2014-15          | 名古屋           | 9                | Fリーグ          | 31               | 31               |                  |                  |                  |                  |                  |                  |
| 2015-16          | 名古屋           | 9                | Fリーグ          | 26               | 32               |                  |                  |                  |                  |                  |                  |
| 通算             | 日本             | 日本             | Fリーグ          | 233              | 229              |                  |                  |                  |                  |                  |                  |
| 通算             | 日本             |                  |                  |                  |                  |                  |                  |                  |                  |                  |                  |
| 総通算           |                  |                  |                  |                  |                  |                  |                  |                  |                  |                  |                  |